# Crematogaster nesiotis
Crematogaster nesiotis är en myrart som beskrevs av Mann 1919. Crematogaster nesiotis ingår i släktet Crematogaster och familjen myror. Inga underarter finns listade i Catalogue of Life.